# Chocolate (The 1975)
Chocolate is een nummer van de Britse band The 1975 uit 2013. Het is de enige single van hun derde ep Music for Cars, en de eerste single van hun titelloze debuutalbum.
Het vrolijke nummer werd een hit op de Britse eilanden. In het Verenigd Koninkrijk werd een bescheiden 19e positie gehaald. In het Nederlandse taalgebied werd "Chocolate" een klein radiohitje. Hoewel het nummer in Nederland geen hitlijsten bereikte, behaalde het in Vlaanderen de 15e positie in de Tipparade.